# Discographie de f(x)
Ceci est la discographie du girl group sud-coréen f(x). Depuis ses débuts en 2009, f(x) a sorti quatre albums studios, deux mini-albums, un album repackage, douze singles coréens et deux single japonais.

## Albums

### Albums studios
| Titre                                                                                       | Détails de l'album | Meilleures positions | Meilleures positions | Meilleures positions | Ventes                                       |
| Titre                                                                                       | Détails de l'album | COR                  | JPN                  | US World             | Ventes                                       |
| ------------------------------------------------------------------------------------------- | --- | -------------------- | -------------------- | -------------------- | -------------------------------------------- |
| Pinocchio                                                                                   | - Date de sortie : 20 avril 2011 - Labels : SM Entertainment, KMP Holdings - Formats : CD, téléchargement numérique                      | 1                    | —                    | —                    | - COR: Plus de 73,990 - JPN: 8,004+          |
| Pinocchio                                                                                   | Hot Summer - Réédition - Date de sortie : 14 juin 2011 - Labels : SM Entertainment, KMP Holding - Formats : CD, téléchargement numérique | 2                    | —                    | —                    | - COR: Plus de 70,106 - JPN: 9,628+          |
| Pink Tape                                                                                   | - Date de sortie : 29 juillet 2013 - Labels : SM Entertainment, KT Music - Formats : CD, téléchargement numérique                        | 1                    | 28                   | 1                    | - COR: Plus de 103,894 - JPN: Plus de 11,022 |
| Red Light                                                                                   | - Date de sortie : 7 juillet 2014 - Labels : SM Entertainment, KT Music - Formats : CD, téléchargement numérique                         | 1                    | 29                   | 2                    | - COR: Plus de 95,050 - JPN: Plus de 7,430+  |
| 4 Walls                                                                                     | - Date de sortie : 27 octobre 2015 - Labels : SM Entertainment, KT Music - Formats : CD, téléchargement numérique                        | 1                    | 39                   | 1                    | - COR: Plus de 80,274 - JPN: Plus de 3,722   |
| "—" montre qu'aucun classement n'a été atteint ou que ce n'est pas sorti dans cette région. | |                      |                      |                      |                                              |

### Extended plays
| Titre                                                                                       | Détails | Meilleures positions | Meilleures positions | Meilleures positions | Ventes                                      |
| Titre                                                                                       | Détails | COR                  | JPN                  | US World             | Ventes                                      |
| ------------------------------------------------------------------------------------------- | --- | -------------------- | -------------------- | -------------------- | ------------------------------------------- |
| Nu ABO                                                                                      | - Date de sortie : 4 mai 2010 - Labels : SM Entertainment, KMP Holdings - Formats : CD, téléchargement numérique   | 2                    | —                    | —                    | - COR: Plus de 54,179                       |
| Electric Shock                                                                              | - Date de sortie : 10 juin 2012 - Labels : SM Entertainment, KMP Holdings - Formats : CD, téléchargement numérique | 1                    | 16                   | 2                    | - COR: Plus de 90,124 - JPN: Plus de 15 243 |
| "—" montre qu'aucun classement n'a été atteint ou que ce n'est pas sorti dans cette région. | |                      |                      |                      |                                             |

## Singles

### Coréens
| Titre                                                                                       | Année | Meilleures positions | Meilleures positions | Ventes                 | Album                    |
| Titre                                                                                       | Année | KOR Gaon             | KOR Hot 100          | Ventes                 | Album                    |
| ------------------------------------------------------------------------------------------- | ----- | -------------------- | -------------------- | ---------------------- | ------------------------ |
| "La Cha Ta"                                                                                 | 2009  | 5                    | —                    |                        | Hot Summer               |
| "Chocolate Love (Electronic Pop Ver.)"                                                      | 2009  | 7                    | —                    |                        | Pas de sortie d'album    |
| "Chu~♡"                                                                                     | 2009  | 3                    | —                    | - COR (CD): 6,043+     | Chu~♡ (The First Single) |
| "Nu ABO"                                                                                    | 2010  | 1                    | —                    | - COR (DL): 2,213,236+ | Nu ABO                   |
| "Pinocchio (Danger)"                                                                        | 2011  | 1                    | 69                   | - COR (DL): 2,619,155+ | Pinocchio                |
| "Hot Summer"                                                                                | 2011  | 2                    | 30                   | - COR (DL): 3,096,252+ | Hot Summer               |
| "Electric Shock"                                                                            | 2012  | 1                    | 2                    | - COR (DL): 2,165,844+ | Electric Shock           |
| "Rum Pum Pum Pum"                                                                           | 2013  | 1                    | 1                    | - COR (DL): 941,078+   | Pink Tape                |
| "Red Light"                                                                                 | 2014  | 2                    | 3                    | - COR (DL): 554,065    | Red Light                |
| "4 Walls"                                                                                   | 2015  | 2                    | —                    | - COR (DL): 753,516+   | 4 Walls                  |
| "Wish List (12시 25분 (Wish List))"                                                         | 2015  | 21                   | —                    | - COR (DL): 91,411     | SM Winter Garden         |
| "All Mine"                                                                                  | 2016  | 12                   | —                    | - COR (DL): 241,579+   | SM Station               |
| "—" montre qu'aucun classement n'a été atteint ou que ce n'est pas sorti dans cette région. |       |                      |                      |                        |                          |

### Japonais
| Titre                                                                                       | Année | Meilleure position | Ventes             | Album                                 |
| Titre                                                                                       | Année | JPN                | Ventes             | Album                                 |
| ------------------------------------------------------------------------------------------- | ----- | ------------------ | ------------------ | ------------------------------------- |
| "Hot Summer"                                                                                | 2012  | 4                  | JPN: Plus de 6,199 | SUMMER SPECIAL Pinocchio / Hot Summer |
| "Pinocchio"                                                                                 | 2015  | 4                  | JPN: Plus de 6,199 | SUMMER SPECIAL Pinocchio / Hot Summer |
| "4 Walls / Cowboy"                                                                          | 2016  | TBA                | TBA                | TBA                                   |
| "—" montre qu'aucun classement n'a été atteint ou que ce n'est pas sorti dans cette région. |       |                    |                    |                                       |

## Autres chansons classées
| Titre                                                                                       | Année | Meilleures positions | Meilleures positions | Album                                           |
| Titre                                                                                       | Année | KOR Gaon             | KOR Hot 100          | Album                                           |
| ------------------------------------------------------------------------------------------- | ----- | -------------------- | -------------------- | ----------------------------------------------- |
| "Thrill Love"                                                                               | 2010  | 16                   | —                    | OST pour le drama Hungry Romeo, Luxury Juliet   |
| "I Love You, I Love You"                                                                    | 2010  | 36                   | —                    | More Charming By The Day: Original Sound Track  |
| "Ice Cream"                                                                                 | 2010  | 71                   | —                    | Nu ABO                                          |
| "ME+U"                                                                                      | 2010  | 88                   | —                    | Nu ABO                                          |
| "Surprise Party"                                                                            | 2010  | 84                   | —                    | Nu ABO                                          |
| "Sorry (Dear. Daddy)"                                                                       | 2010  | 77                   | —                    | Nu ABO                                          |
| "Is It OK?"                                                                                 | 2011  | 108                  | —                    | Paradise Ranch: Original Sound Track Hot Summer |
| "Sweet Witches"                                                                             | 2011  | 77                   | —                    | Pinocchio                                       |
| "Dangerous"                                                                                 | 2011  | 68                   | —                    | Pinocchio                                       |
| "Beautiful Goodbye"                                                                         | 2011  | 79                   | —                    | Pinocchio                                       |
| "Gangsta Boy"                                                                               | 2011  | 94                   | —                    | Pinocchio                                       |
| "Love"                                                                                      | 2011  | 66                   | —                    | Pinocchio                                       |
| "Stand Up!"                                                                                 | 2011  | 100                  | —                    | Pinocchio                                       |
| "My Style"                                                                                  | 2011  | 98                   | —                    | Pinocchio                                       |
| "So Into You"                                                                               | 2011  | 101                  | —                    | Pinocchio                                       |
| "Lollipop" (feat. SHINee)                                                                   | 2011  | 33                   | —                    | Pinocchio                                       |
| "Jet"                                                                                       | 2012  | 24                   | 39                   | Electric Shock                                  |
| "Zig Zag"                                                                                   | 2012  | 40                   | 52                   | Electric Shock                                  |
| "Beautiful Stranger"                                                                        | 2012  | 29                   | 42                   | Electric Shock                                  |
| "Love Hate"                                                                                 | 2012  | 44                   | 63                   | Electric Shock                                  |
| "Let's Try"                                                                                 | 2012  | 47                   | 71                   | Electric Shock                                  |
| "Shadow"                                                                                    | 2013  | 6                    | 25                   | Pink Tape                                       |
| "Pretty Girl"                                                                               | 2013  | 30                   | 58                   | Pink Tape                                       |
| "Kick"                                                                                      | 2013  | 42                   | 85                   | Pink Tape                                       |
| "Signal"                                                                                    | 2013  | 22                   | 57                   | Pink Tape                                       |
| "Step"                                                                                      | 2013  | 25                   | 86                   | Pink Tape                                       |
| "Goodbye Summer" (feat. D.O. de EXO-K)                                                      | 2013  | 7                    | 26                   | Pink Tape                                       |
| "Airplane"                                                                                  | 2013  | 16                   | 47                   | Pink Tape                                       |
| "Toy"                                                                                       | 2013  | 35                   | 75                   | Pink Tape                                       |
| "No More"                                                                                   | 2013  | 28                   | 61                   | Pink Tape                                       |
| "Snapshot"                                                                                  | 2013  | 34                   | 63                   | Pink Tape                                       |
| "Ending Page"                                                                               | 2013  | 40                   | 93                   | Pink Tape                                       |
| "Milk"                                                                                      | 2014  | 10                   | 28                   | Red Light                                       |
| "Butterfly"                                                                                 | 2014  | 33                   | 76                   | Red Light                                       |
| "Rainbow"                                                                                   | 2014  | 50                   | -                    | Red Light                                       |
| "All Night"                                                                                 | 2014  | 16                   | 37                   | Red Light                                       |
| "Vacance"                                                                                   | 2014  | 49                   | 97                   | Red Light                                       |
| "Spit It Out"                                                                               | 2014  | 56                   | -                    | Red Light                                       |
| "Boom Bang Boom"                                                                            | 2014  | 51                   | -                    | Red Light                                       |
| "Dracula"                                                                                   | 2014  | 39                   | 82                   | Red Light                                       |
| "Summer Lover"                                                                              | 2014  | 45                   | 95                   | Red Light                                       |
| "Paper Heart"                                                                               | 2014  | 36                   | 89                   | Red Light                                       |
| "—" montre qu'aucun classement n'a été atteint ou que ce n'est pas sorti dans cette région. |       |                      |                      |                                                 |

## Vidéographie

### Clips vidéos
| Année                                              | Clip Video                                   | Membre(s); Autre artiste(s)                   | Note                                       |
| Coréen                                             | Coréen                                       | Coréen                                        | Coréen                                     |
| -------------------------------------------------- | -------------------------------------------- | --------------------------------------------- | ------------------------------------------ |
| 2009                                               |                                              |                                               |                                            |
| "La Cha Ta"                                        | f(x)                                         | Debut Single                                  |                                            |
| "Chocolate Love" (electro-pop version) (version 1) | f(x)                                         | Publicité pour le telephone Chocolate de LG.  |                                            |
| "Chocolate Love" (electro-pop version) (version 2) | f(x)                                         | Publicité pour le telephone Chocolate de LG.  |                                            |
| "Chu~♡"                                            | f(x)                                         |                                               |                                            |
| "Hard but Easy"                                    | f(Luna + Krystal)                            | OST pour le drama "Invincible Lee Pyung Kang" |                                            |
| 2010                                               |                                              |                                               |                                            |
| "Thrill Love"                                      | f(x)                                         | OST pour le drama "Invincible Lee Pyung Kang" |                                            |
| "Melody"                                           | f(Krystal)                                   | Melody Project Part II - Moderato             |                                            |
| "Nu ABO"                                           | f(x)                                         |                                               |                                            |
| 2011                                               | f(x)                                         |                                               |                                            |
| "Pinocchio (Danger)"                               | f(x)                                         |                                               |                                            |
| "Hot Summer"                                       | f(x)                                         |                                               |                                            |
| 2012                                               | f(x)                                         | "Electric Shock"                              | Video du groupe la plus vue sur YouTube    |
| 2013                                               | f(x)                                         |                                               |                                            |
| "Rum Pum Pum Pum"                                  | f(x)                                         |                                               |                                            |
| "U+Me"                                             | f(Luna)                                      | OST pour l'Episode 3 de "TalesWeaver"         |                                            |
| 2014                                               | "Red Light"                                  | f(x)                                          | Dernière video a 5                         |
| 2015                                               |                                              |                                               |                                            |
| "Shake that Brass"                                 | f(Amber) feat. Taeyeon des Girls' Generation | Solo Debut d'Amber                            |                                            |
| "Beautiful"                                        | f(Amber)                                     | Lyric Video                                   |                                            |
| "Beautiful"                                        | f(Amber)                                     | Special Birthday Video                        |                                            |
| "4 Walls"                                          | f(x)                                         | Première video a 4                            |                                            |
| "12:25 (Wish List)"                                | f(x)                                         | Story Video                                   |                                            |
| 2016                                               | "Free Somebody"                              | f(Luna)                                       | Solo début de Luna                         |
| 2016                                               | "All Mine"                                   | f(x)                                          | Single pour le project SMStation           |
| Japonaise                                          |                                              |                                               |                                            |
| 2012                                               | "Hot Summer"                                 | f(x)                                          | Japanese Debut PV                          |
| 2014                                               | "Breath"                                     | f(Krystal) & Changmin des TVXQ                | En tant que membres de S.M. The Ballad     |
| 2015                                               | "Pinocchio (Danger)"                         | f(x)                                          |                                            |
| chinoise                                           |                                              |                                               |                                            |
| 2010                                               | "Lollipop"                                   | f(x) & M.I.C.                                 | Publicité pour le telephone Lollipop de LG |